# جمعیت مبلغان خیریه

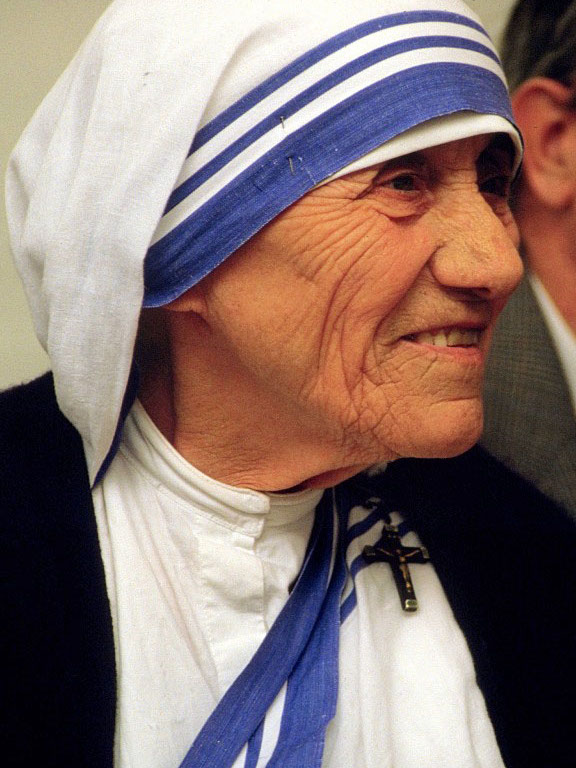
مادر ترزا بنیان‌گذار و حامی جمعیت مبلغان خیریه

جمعیت مبلغان خیریه (به لاتین:Missionariarum a Caritate) نام جماعت مذهبی کلیسای کاتولیک (کلیسای لاتین) است که در سال ۱۹۵۰ توسط مادر ترزا در کلکته بنیان‌گذاری شد. در سال ۲۰۱۲ تعداد ۴٬۵۰۰ راهبه در آن جا مشغول به کار بودند.
در سال ۱۹۶۳ نیز برادر اندرو به همراه مادر ترزا سازمان برادران مبلغ خیریه را در استرالیا بنیان نهاد.

## خشونت علیه مبلغان
در ژوئیه ۱۹۸۸ در شهر حدیده یمن سه عضو این سازمان شامل دو هندی و یک فیلیپینی هنگام خروج از بیمارستانی مورد تیراندازی قرار گرفتند و کشته شدند.

## مطالعهٔ بیشتر
- González-Balado, José Luis; Teresa (1997). Mother Teresa: in my own words. New York: Gramercy Book. ISBN 0-517-20169-0.
- Brian Kolodiejchuk; Mother Teresa (2007). Mother Teresa: come be my light: the private writings of the "Saint of Calcutta". Garden City, N.Y: Doubleday. ISBN 0-385-52037-9.{{cite book}}:  نگهداری یادکرد:نام‌های متعدد:فهرست نویسندگان (link)
- Muggeridge, Malcolm. Something Beautiful for God. London: Collins, 1971. ISBN 0-06-066043-0.
- کریستوفر هیچنز: The Missionary Position: Mother Teresa in Theory and Practice (Verso, 1995) ISBN 1-85984-054-X. Plus a debate in the New York Review of Books: Defense of Mother Teresa, Hitchens' answer, Leys' reply.
- Mary Johnson (2011). An Unquenchable Thirst: Following Mother Teresa in Search of Love, Service, and an Authentic Life. ISBN 978-0-385-52747-7.